# Claire Dolan
Claire Dolan è un film del 1998 scritto e diretto da Lodge Kerrigan, con protagonista Katrin Cartlidge.
È stato presentato in concorso al 51º Festival di Cannes.

## Trama
Claire Dolan è un'immigrata irlandese che lavora come prostituta a Manhattan per pagare i debiti che ha col suo pappone Cain. Troppo pragmatica per innamorarsi dei propri clienti, Claire ritiene che l'unico amore incondizionato che potrà mai avere è quello di un figlio e, dopo la morte di sua madre, decide di trasferirsi a Newark dove costruirsi una nuova vita. Inizia a lavorare come estetista e uscire col tassista Elton, ma finisce per rintracciata da Cain e costretta a fare una scelta.

## Riconoscimenti
- 1998 - Festival di Cannes[1]
  - In competizione per la Palma d'oro
- 1998 - Festival del cinema di Stoccolma
  - In competizione per il Cavallo d'oro
- 1999 - Independent Spirit Awards[2]
  - Candidatura per il miglior film
  - Candidatura per il miglior regista a Lodge Kerrigan
  - Candidatura per la migliore attrice protagonista a Katrin Cartlidge